# Unicité dans les Noms et Attributs
Unicité dans les Noms et Attributs (arabe : توحيد الأسماء والصفات; Tawhid al'Asma wa as-Sifat)  Ce troisième type d'Unicité consiste en la croyance que les Noms et Attributs d'Allah tels que définis par le Coran et la Sunna sont parfaits, absolus et exempts de tout défaut. Dans la vision atharie, l'essence des attributs que Dieu affirme Lui-même dans le Coran ne peut être saisie par la raison humaine. Les attributs sont acceptés tels qu'ils sont textuellement annoncés dans le Coran sans oublier une règle de base : rien ne ressemble à Dieu. l'Unicité des Noms et des Attributs divins. Il s'agit de la croyance qu'Allah est Unique mais possède des Noms et Attributs cités dans le Coran et la Sunna qui n'appartiennent qu'à Lui. Il est l'Unique, le Créateur, le Pourvoyeur, le Tout Miséricordieux, le Très Miséricordieux, l'Omniscient, le Clairvoyant, le Tout-Puissant,. 

« Les plus beaux noms appartiennent à Dieu. Invoquez-le par ces noms, et éloignez-vous de ceux qui les appliquent à tort. Ils recevront la récompense de leurs œuvres. »

— Le Coran, « El-Araf », VII, 180, (ar) الأعراف.
 Tawhid al'Asma wa as-Sifat représente la croyance en ces Noms et Attributs de Dieu sans en nier aucun, ni les déformer, et surtout sans établir d'analogies entre le Créateur et la créature telles que l'anthropomorphisme : 

« Créateur des cieux et de la terre, il a créé des couples dans votre espèce, comme il a créé des couples dans l’espèce des bestiaux ; il vous multiplie par ce moyen. Rien ne lui ressemble ; il entend et voit tout. »

— Le Coran, « La Délibération », XLII, 11, (ar) الشورى.
Les trois dimensions indissociables du Tawhid sont résumées dans le verset :

« Il est le Seigneur des cieux et de ta terre, et de ce qui existe entre eux. Adore-le et persévère dans son adoration. En connais-tu quelque autre du même nom? »

— Le Coran, « Marie », XIX, 65, (ar) مريم.